# Federico Colonna (ciclista)
|  | No s'ha de confondre amb Federico Colonna. |

Federico Colonna (Fucecchio, Toscana, 17 d'agost de 1972) és un ciclista italià, que fou professional entre 1994 i 2001. Bon esprintador, en el seu palmarès destaca la victòria final a la Clàssica d'Alcobendas i bastantes victòries d'etapa.

## Palmarès
- 1993
  - 1r al Circuit del Porto-Trofeu Arvedi
- 1994
  - Vencedor d'una etapa a la Herald Sun Tour
  - Vencedor d'una etapa a la Volta a Múrcia
  - Vencedor d'una etapa a la Volta a Castella i Lleó
- 1995
  - 1r a la Clàssica d'Alcobendas
  - Vencedor d'una etapa als Quatre dies de Dunkerque
  - Vencedor de 3 etapes a la Volta a Castella i Lleó
- 1996
  - Vencedor d'una etapa a la Volta als Països Baixos
  - Vencedor d'una etapa a la Volta a Polònia
  - Vencedor d'una etapa al Tour DuPont
  - Vencedor d'una etapa al Circuit de La Sarthe
  - 1r al Trofeu Manacor de la Challenge de Mallorca
- 1997
  - 1r al Gran Premi Città di Rio Saliceto e Correggio
- 1998
  - 1r al Gran Premi Città di Rio Saliceto e Correggio
  - Vencedor d'una etapa a la Volta a la Comunitat Valenciana
- 2001
  - Vencedor d'una etapa al Tour de Langkawi

### Resultats al Giro d'Itàlia
- 1998. 155è de la classificació general.

### Resultats a la Volta a Espanya
- 1997. Abandona
- 2000. 121è de la classificació general.